# Ferran Santoyo Medina
Ferran Santoyo Medina (Barcelona, 10 de febrer de 1968) és un atleta, tècnic i directiu d'orientació esportiva.
L'any 1996 començà com a alumne i professor alhora de la primera promoció de monitors d'orientació de l'Agrupació Espanyola de Clubs d'Orientació (AECO), i s'encarregà de preparar els plans d'estudi de les diferents formacions tècniques d'orientació de la Federació de Curses d'Orientació de Catalunya i de la Federació Espanyola d'Orientació. Entre els anys 1999 i 2002 fou el president de la Federació de Curses d’Orientació de Catalunya. Posteriorment, creà l'Escola Catalana de Curses d'Orientació i entre els anys 2004 i 2010 dirigí l'Escola Espanyola de Tècnics d'Orientació. Santoyo té el títol de controlador internacional, 'IOF Event Adviser'.

## Publicacions[1]
- 10 anys d’orientació a Catalunya. 1988-1998 (1998)
- L'esport d'orientació en el sistema educatiu (2001)
- L'esport d’orientació en el sistema educatiu. Entrenament avançat (2004)